# Cormobates leucophaea
El corretroncos gorjiblanco  (Cormobates leucophaea) es una especie de ave paseriforme de la familia Climacteridae propia del este y sudeste de Australia.

## Subespecies
- Cormobates leucophaea grisescens
- Cormobates leucophaea intermedia
- Cormobates leucophaea leucophaeus
- Cormobates leucophaea metastasis
- Cormobates leucophaea minor